# Диферінтеграл
Диферінтеграл — у дробовому численні, частині математичного аналізу, є комбінованим оператором диференціюіання/інтегрування порядок якого може бути довільним дійсним або комплексним числом.
q-диферінтеграл від функції f, позначається
{\displaystyle \mathbb {D} ^{q}f}
і є дробовою похідною (при q > 0) чи дробовим інтегралом (при q < 0).  При q = 0,  q-диферінтеграл функції тотожний самій функції.  Існує багато різних визначень диферінтеграла.

## Визначення
Чотири визначення є найбільш поширеними:
- Диферінтеграл Рімана — ЛіувіляНайпростіше та найуживаніше визначення. Ця формула є узагальненням формули повторного інтегрування Коші. Де, {\displaystyle n=\lceil q\rceil }. {\displaystyle {\begin{aligned}{}_{a}^{RL}\mathbb {D} _{t}^{q}f(t)&={\frac {d^{q}f(t)}{d(t-a)^{q}}}\\&={\frac {1}{\Gamma (n-q)}}{\frac {d^{n}}{dt^{n}}}\int _{a}^{t}(t-\tau )^{n-q-1}f(\tau )d\tau \end{aligned}}}

- Диферінтеграл Грюнвальда — ЛєтніковаЄ прямим узагальненням визначення похідної.  Є більш складним у застосування, а має деякі переваги перед попереднім означенням. {\displaystyle {\begin{aligned}{}_{a}^{GL}\mathbb {D} _{t}^{q}f(t)&={\frac {d^{q}f(t)}{d(t-a)^{q}}}\\&=\lim _{N\to \infty }\left[{\frac {t-a}{N}}\right]^{-q}\sum _{j=0}^{N-1}(-1)^{j}{q \choose j}f\left(t-j\left[{\frac {t-a}{N}}\right]\right)\end{aligned}}}

- Диферінтеграл Вейля Формально ідентичний першому означенню, але застосовується для періодичних функцій, з нульовим інтегралом на періоді.

- Диферінтеграл КапутоНа відміну від першого означення, диферінтеграл Капуто від константи {\displaystyle f(t)} рівний нулю. Більше того, форма Лапласового перетворення дозволяє оцінити початкові умови обчисленням похідної цілого порядку в точці {\displaystyle a}. {\displaystyle {\begin{aligned}{}_{a}^{C}\mathbb {D} _{t}^{q}f(t)&={\frac {d^{q}f(t)}{d(t-a)^{q}}}\\&={\frac {1}{\Gamma (n-q)}}\int _{a}^{t}{\frac {f^{(n)}(\tau )}{(t-\tau )^{q-n+1}}}d\tau \end{aligned}}}

## Визначення через перетворення
Позначимо неперервне перетворення Фур'є, як {\displaystyle {\mathcal {F}}}:
{\displaystyle F(\omega )={\mathcal {F}}\{f(t)\}={\frac {1}{\sqrt {2\pi }}}\int _{-\infty }^{\infty }f(t)e^{-i\omega t}\,dt}
В Фур'є просторі диференціюванню відповідає множення:
{\displaystyle {\mathcal {F}}\left[{\frac {df(t)}{dt}}\right]=i\omega {\mathcal {F}}[f(t)]}
Тому,
{\displaystyle {\frac {d^{n}f(t)}{dt^{n}}}={\mathcal {F}}^{-1}\left\{(i\omega )^{n}{\mathcal {F}}[f(t)]\right\}}
узагальнюється до
{\displaystyle \mathbb {D} ^{q}f(t)={\mathcal {F}}^{-1}\left\{(i\omega )^{q}{\mathcal {F}}[f(t)]\right\}.}
При двосторонньому перетворенні Лапласа {\textstyle {\mathcal {L}}[f(t)]=\int _{-\infty }^{\infty }e^{-st}f(t)\,dt}, диференціювання заміняється множенням
{\displaystyle {\mathcal {L}}\left[{\frac {df(t)}{dt}}\right]=s{\mathcal {L}}[f(t)].}
Узагальнюючи до довільного порядку і розв'язуючи відносно {\displaystyle \mathbb {D} ^{q}f(t)}, отримаємо
{\displaystyle \mathbb {D} ^{q}f(t)={\mathcal {L}}^{-1}\left\{s^{q}{\mathcal {L}}[f(t)]\right\}.}
Представлення Н'ютоновими рядами дає інтерполяцію похідними цілих порядків:
{\displaystyle \mathbb {D} ^{q}f(t)=\sum _{m=0}^{\infty }{\binom {q}{m}}\sum _{k=0}^{m}{\binom {m}{k}}(-1)^{m-k}f^{(k)}(x).}
Для всіх визначень похідних часткового рорядку справедливо:
{\displaystyle \mathbb {D} ^{q}(t^{n})={\frac {\Gamma (n+1)}{\Gamma (n+1-q)}}t^{n-q}}
{\displaystyle \mathbb {D} ^{q}(\sin(t))=\sin \left(t+{\frac {q\pi }{2}}\right)}
{\displaystyle \mathbb {D} ^{q}(e^{at})=a^{q}e^{at}}

## Основні властивості
- лінійність {\displaystyle \mathbb {D} ^{q}(f+g)=\mathbb {D} ^{q}(f)+\mathbb {D} ^{q}(g)}

{\displaystyle \mathbb {D} ^{q}(af)=a\mathbb {D} ^{q}(f)}
- Правило нуля {\displaystyle \mathbb {D} ^{0}f=f}
- Правило для добутку {\displaystyle \mathbb {D} _{t}^{q}(fg)=\sum _{j=0}^{\infty }{q \choose j}\mathbb {D} _{t}^{j}(f)\mathbb {D} _{t}^{q-j}(g)}
- Властивість напівгрупи:

{\displaystyle \mathbb {D} _{t}^{a}\mathbb {D} _{t}^{b}\,f(t)=\mathbb {D} _{t}^{a+b}f(t).}
зазвичай не виконується.